# آن كاهان
آن كاهان هي فنانة كندية، ولدت في 1 مارس 1924 في فيينا في النمسا.